# Störfestigkeit (EMV)
Die elektromagnetische  Störfestigkeit bezeichnet in der Hochfrequenztechnik die gewünschte Resistenz eines zu prüfenden Systems, bis zu einem bestimmten Pegel oder Sollwert gegenüber einer externen Störquelle ungestört arbeiten zu können.

## Definition und Beschreibung
Die Störfestigkeit SF beschreibt den Grad der Fähigkeit eines Systems, ohne Fehlfunktion oder Funktionsausfall und unbeeinflusst von einer gezielt und definiert auf den Prüfling einwirkenden Störgröße weiter zu arbeiten. Die Höhe der Störgröße während einer EMV-Messung wird dabei in der Regel größer gewählt, als eine in der Praxis vorkommende Betriebssituation des Systems dies erreichen könnte.
Im theoretischen Idealfall könnte die externe Störquelle unendlich viel Energie erzeugen, ohne dass am zu prüfenden System eine Beeinflussung erkennbar wäre.
Im Englischen wird anstelle der Bezeichnung für Störfestigkeit häufig electromagnetic susceptibility (EMS) verwendet. Präziser ist die Übersetzung von Störfestigkeit mit electromagnetic immunity.

## Beispiele
Die Störfestigkeit lässt sich nicht generell durch eine einzige Zahl oder Einheit beschreiben, sondern sie ist von einer Reihe von Parametern vor der Messung zu definieren, um dann nach der Messung quantitativ erkennen zu können, ob die Prüfung erfüllt wurde, zum Beispiel:
- „Das System muss im Frequenzbereich 1 bis 1000 Megahertz bei horizontaler Antennenposition einen Störfestigkeitspegel von 360 Volt/Meter mit Amplitudenmodulation von 1 Kilohertz bei 80-prozentigem Modulationsgrad ohne erkennbare Beeinflussungen widerstehen.“
- „Das System darf während der Beaufschlagung einer Störgröße X eine Fehlfunktion Y zeigen, muss aber danach ohne äußeren Eingriff nach Z Sekunden selbständig wieder in seinen normalen Zustand zurückkehren.“

Generell gilt: Es muss beschrieben sein, was das System können muss und nicht was es nicht kann.